# Lijst van gedenktekens in Suriname
Hieronder volgt een lijst van gedenktekens in Suriname.

## Brokopondo
| Artikel                            | Type         | Omschrijving                             | Foto | Kunstenaar | Onthulling | Locatie                            |
| ---------------------------------- | ------------ | ---------------------------------------- | ---- | ---------- | ---------- | ---------------------------------- |
| Monument voor verleden en toekomst | standbeelden | man met papegaai en man met schrijfplank |      | Jo Rens    | 1959       | Brokopondo                         |
| I love Brokopondo                  | beeldmerk    | symbool van liefde voor Brokopondo       |      | onbekend   | 2014       | Marshallkreek, Avobakaweg, mast 82 |

## Commewijne
| Artikel                                 | Type         | Omschrijving                                     | Foto | Kunstenaar          | Onthulling | Locatie                            |
| --------------------------------------- | ------------ | ------------------------------------------------ | ---- | ------------------- | ---------- | ---------------------------------- |
| 120 jaar Javaanse immigratie            | beeldengroep | herdenking Javaanse immigratie in Suriname       |      | John Djojo          | 2010       | Mariënburg                         |
| Monument voor de Gevallen Helden (2006) | gedenkzuil   | Opstand van Mariënburg, 1902                     |      |                     | 2006       | Mariënburg                         |
| Monument voor de Gevallen Helden (2022) | gedenkzuil   | Opstand van Mariënburg, 1902                     |      | Rahied Abdoel       | 2022       | Mariënburg                         |
| Onafhankelijkheidsmonument              | monument     | Surinaamse onafhankelijkheid                     |      | onbekend            | 1975       | Nieuw-Amsterdam                    |
| Tip Tip                                 | monument     | immigratie Javaanse Surinamers                   |      | George Struikelblok | 2006       | Nieuw-Amsterdam                    |
| 155 jaar Chinese immigratie             | plaquette    | 155 jaar Chinese immigratie                      |      | Paul Woei           | 2008       | Nieuw-Amsterdam                    |
| 170 jaar Portugese immigratie           | plaquette    | 170 jaar Portugese immigratie                    |      | onbekend            | 2023       | Nieuw-Amsterdam                    |
| De Ontdekker                            | standbeeld   | Alonso de Ojeda, de eerste Europeaan in Suriname |      | Erwin de Vries      | onbekend   | Nieuw-Amsterdam                    |
| De Historische Strijd                   | gedenkzuil   | Sergeantencoup                                   |      | Jules Chin a Sen    | 1981       | Nieuw-Amsterdam                    |
| Baba en Mai                             | beeldenpaar  | immigratie Hindoestanen                          |      | Ajay Permaul        | 2019       | Nieuw-Amsterdam, Lalla Rookh Plein |

## Coronie
| Artikel                    | Type           | Omschrijving                             | Foto | Kunstenaar                                                       | Onthulling | Locatie                   |
| -------------------------- | -------------- | ---------------------------------------- | ---- | ---------------------------------------------------------------- | ---------- | ------------------------- |
| Boom geplant voor Ketikoti | flamboyantboom | afschaffing van de slavernij in Suriname |      | n.v.t.                                                           | onbekend   | Friendship                |
| Mariabeeld                 | standbeeld     | Maria, christendom                       |      | onbekend                                                         | onbekend   | Mary's Hope               |
| Standbeeld van Tata Colin  | standbeeld     | Tata Colin                               |      | onbekend                                                         | 1999       | Totness, Tata Colin Plein |
| Gedenkteken Revolutie      | standbeeld     | Sergeantencoup                           |      | A. Mungroo (ontwerper); F. Mac Donald en A. Pengel (uitvoerders) | 1981       | Totness, Tata Colin Plein |
| I love Coronie             | beeldmerk      | symbool van liefde voor Coronie          |      | Aswin Doorson                                                    | 2014       | Totness, Tata Colin Plein |

## Marowijne
| Artikel                            | Type         | Omschrijving                          | Foto | Kunstenaar              | Onthulling | Locatie            |
| ---------------------------------- | ------------ | ------------------------------------- | ---- | ----------------------- | ---------- | ------------------ |
| Kapplerboom                        | boom         | 100-jarig jubileum van de stad        |      | n.v.t.                  | 1946       | Albina             |
| Onverschrokkenheid                 | monument     | 150-jarig jubileum van de stad        |      | onbekend                | 1996       | Albina             |
| Inheems Monument                   | standbeelden | inheemse Surinamers, 150 jaar Albina  |      | Jozef Klas              | 1996       | Albina             |
| Borstbeeld van koningin Wilhelmina | borstbeeld   | Koningin Wilhelmina, Troonsbestijging |      | onbekend                | 1898       | Albina, Emmastraat |
| Moiwana-monument                   | gedenkzuilen | Bloedbad van Moiwana, 1986            |      | Marcel Pinas            | 2007       | Moiwana            |
| Boekoemonument                     | gedenkzuil   | Fort Boekoe                           |      | Jan-Willem van Oldeneel | 2024       | Tamarin            |

## Nickerie
| Artikel                           | Type                   | Omschrijving                                       | Foto | Kunstenaar         | Onthulling | Locatie                                                            |
| --------------------------------- | ---------------------- | -------------------------------------------------- | ---- | ------------------ | ---------- | ------------------------------------------------------------------ |
| Gedenkteken van koning Willem III | gedenkteken            | Koning Willem III                                  |      | onbekend           | 1913       | Nieuw-Nickerie, Volksplein                                         |
| Vrijheidsboom                     | boom                   | 50 jaar afschaffing van de slavernij in Suriname   |      | n.v.t.             | 1913       | Nieuw-Nickerie, Volksplein                                         |
| Twee niembomen                    | bomen                  | 80 jaar Hindoestaanse immigratie                   |      | n.v.t.             | 1953       | Nieuw-Nickerie, Brasaplein                                         |
| I love Nickerie                   | beeldmerk              | symbool van liefde voor Nickerie                   |      | onbekend           | 2022       | Nieuw-Nickerie, Volksplein                                         |
| Monument van de liefde            | beeldmerk              | ode aan de liefde                                  |      | onbekend           | onbekend   | Nieuw-Nickerie, Liefdespark                                        |
| 170 jaar Chinese immigratie       | monument               | immigratie Chinese Surinamers                      |      | Rahied Abdoel      | 2023       | Nieuw-Nickerie, Brasaplein                                         |
| Borstbeeld van Jagernath Lachmon  | borstbeeld             | eenheidsgedachte van Jagernath Lachmon             |      | onbekend           | 2012       | Nieuw-Nickerie, Brasaplein                                         |
| Uit het moeras verrezen           | monument               | bloei van Nickerie dankzij de rijstbouw            |      | Hans Lie           | onbekend   | Nieuw-Nickerie, voor het Cultureel Centrum Nickerie                |
| Borstbeeld van Mahatma Gandhi     | borstbeeld             | Mahatma Gandhi, Indiaas onafhankelijkheidsstrijder |      | onbekend           | onbekend   | Nieuw-Nickerie, Volksplein                                         |
| 100 jaar Nieuw-Nickerie           | monument               | jubileum van de stad                               |      | onbekend           | 1979       | Nieuw-Nickerie, Brasaplein                                         |
| Inheems monument                  | monument               | inheemse Surinamers                                |      | onbekend           | 2017       | Nieuw-Nickerie, Volksplein                                         |
| 75 jaar afschaffing slavernij     | gedenkzuil             | afschaffing slavernij Suriname                     |      | onbekend           | 1938       | Nieuw-Nickerie, G.G. Maynardstraat-Landingstraat, Julianaplantsoen |
| 100 jaar afschaffing slavernij    | gedenkteken            | afschaffing slavernij Suriname                     |      | onbekend           | 1963       | Nieuw-Nickerie, DC Roblesplein                                     |
| 90 jaar Hindoestaanse immigratie  | monument               | aankomst eerste Hindoestanen in Suriname           |      | onbekend           | 1963       | Nieuw-Nickerie, Liefdespark                                        |
| 100 jaar Javaanse immigratie      | monument               | herdenking Javaanse immigratie in Suriname         |      | Giman Pawirosemito | 1990       | Nieuw-Nickerie                                                     |
| Baba en Mai                       | standbeelden           | aankomst eerste Hindoestanen in Suriname           |      | Ajay Permaul       | 2017       | Nieuw-Nickerie, Brasaplein                                         |
| Red Ribbon-monument               | monument               | Wereld Aidsdag                                     |      | Franky Amatsenen   | 2008       | Nieuw-Nickerie, Brasaplein                                         |
| Naamtekens van Paradise           | beeldmerken            | symbool van liefde voor Paradise                   |      | onbekend           | onbekend   | Paradise                                                           |
| 80 jaar Javaanse immigratie       | standbeeld op een zuil | herdenking Javaanse immigratie in Suriname         |      | onbekend           | 1970       | Wageningen                                                         |
| 100 jaar Hindoestaanse immigratie | monument               | aankomst eerste Hindoestanen in Suriname           |      | onbekend           | 1973       | Wageningen                                                         |
| Standbeeld van Alida              | gedenkteken            | ter ere van de slaafgemaakte Alida                 |      | George Barron      | 1973       | Wageningen, bij binnenkomst                                        |
| 25 jaar SML                       | monument               | Stichting Machinale Landbouw (SML)                 |      | George Barron      | 1974       | Wageningen, Plein 1951                                             |
| Eenheid van de vakbond            | monument               | eer aan de vakbond                                 |      | Armand Masé        | onbekend   | Wageningen, voor het gebouw van de vakbond                         |
| Monument van een rijstkorrel      | monument               | verwijzing naar de rijstaanbouw                    |      | Armand Masé        | onbekend   | Wageningen, op een driesprong                                      |

## Para
| Artikel                                                         | Type      | Omschrijving                                                                   | Foto | Kunstenaar | Onthulling     | Locatie      |
| --------------------------------------------------------------- | --------- | ------------------------------------------------------------------------------ | ---- | ---------- | -------------- | ------------ |
| Eigenarenmonument plantage Onoribo                              | monument  | aankoop van Onoribo op 3 mei 1900                                              |      | onbekend   | 2014 of eerder | Onoribo      |
| Eigenarenmonument plantage Onverwagt                            | monument  | acht gebalde vuisten, die de acht kopers van de plantage in 1881 representeren |      | onbekend   | 1998           | Onverwacht   |
| Eigenarenmonument plantage De vier kinderen                     | monument  | eerbetoon aan de tien kopers van de plantage in 1880                           |      | onbekend   | onbekend       | Vierkinderen |
| Eigenarenmonument plantage La Prosperité                        | monument  | eerbetoon aan de negen kopers van de plantage in 1882                          |      | onbekend   | 1982           | Bersaba      |
| Eigenarenmonument plantage Osembo en Ongelegen                  | monument  | eerbetoon aan de kopers van de plantage in 1893                                |      | onbekend   | 2020           | Osembo       |
| Eigenarenmonument Mijnhoop/Valkenburg                           | monument  | eerbetoon aan de kopers van de plantage in 1884                                |      | onbekend   | 2014           | Republiek    |
| Eigenarenmonument Abraham Garcia Wijngaarde (Plantage Carolina) | plaquette | eerbetoon aan de koper van de plantage in 1867                                 |      | onbekend   | 2010           | Carolina     |

## Saramacca
| Artikel                                | Type        | Omschrijving                    | Foto | Kunstenaar | Onthulling | Locatie                           |
| -------------------------------------- | ----------- | ------------------------------- | ---- | ---------- | ---------- | --------------------------------- |
| Monument van de Boeroes                | gedenkteken | 100 jaar sinds aankomst boeroes |      | onbekend   | 1945       | Groningen, Monumentenplein        |
| Boom geplant voor 150 jaar Boeroes     | rode kabbes | Ook geschenk RGD Laboratorium   |      | n.v.t.     | 1995       | Groningen, Monumentenplein        |
| 176 jaar boerenkolonisatie in Suriname | gedenksteen | 176 jaar sinds aankomst boeroes |      | onbekend   | 2021       | Groningen, algemene begraafplaats |

## Sipaliwini
| Artikel        | Type      | Omschrijving                    | Foto | Kunstenaar | Onthulling | Locatie |
| -------------- | --------- | ------------------------------- | ---- | ---------- | ---------- | ------- |
| I love Goejaba | beeldmerk | symbool van liefde voor Goejaba |      | onbekend   | 2023       | Goejaba |

## Wanica
| Artikel                             | Type       | Omschrijving                                                                 | Foto | Kunstenaar           | Onthulling | Locatie                        |
| ----------------------------------- | ---------- | ---------------------------------------------------------------------------- | ---- | -------------------- | ---------- | ------------------------------ |
| Millennium Monument                 | monument   | in 2024 opgeknapt                                                            |      | onbekend             | onbekend   | Lelydorp                       |
| I love Kofidjompo                   | beeldmerk  | symbool voor Lelydorp en eerbetoon aan de gevluchte slaafgemaakte Kofi       |      | onbekend             | 2017       | Lelydorp                       |
| I love Wanica                       | beeldmerk  | symbool van liefde voor Wanica                                               |      | onbekend             | onbekend   | Lelydorp                       |
| Gotong Royong Monument              | beeldmerk  | wederzijdse hulp (gotong royong)                                             |      | onbekend             | 2016       | Lelydorp                       |
| We love gotong royong               | beeldmerk  | wederzijdse hulp (gotong royong)                                             |      | onbekend             | 2022       | Lelydorp                       |
| Monument van Santigron              | plaquette  | Stichting in circa 1850                                                      |      | onbekend             | 2016       | Santigron                      |
| Standbeeld van Jai Kisan            | standbeeld | 138-jarig jubileum Hindoestaanse immigratie, "Jai Kisan" = "Ode aan de Boer" |      | Krishnapersad Khedoe | 2011       | Kwattaweg, Kwattamarkt         |
| Borstbeeld van Krishnapersad Khedoe | borstbeeld | Krishnapersad Khedoe, beeldend kunstenaar                                    |      | Roel van den Burg    | 2018       | Noordpolderdam, hoek Leiding 8 |